# Protosphargis
Protosphargis is een geslacht van uitgestorven schildpadden uit de familie lederschildpadden (Dermochelyidae). Protosphargis werd benoemd door Giovanni Capellini in 1884. Er is vooralsnog slechts één soort bekend: Protosphargis veronensis. Fossielen van Protosphargis zijn bekend van Verona, in Italië, in gesteenten die stammen uit het Laat-Krijt. De wetenschappelijke soortnaam is een verwijzing naar de vindplaats.

## Anatomie en morfologie

Een schema van het rugschild van de lederschildpad. Het is aannemelijk dat het schild van Protosphargis er ook ongeveer zo uitzag.

Protosphargis leek in het algemeen op een iets grotere versie van de lederschildpad. Met 2,5 meter lengte, was het dier vrij groot voor een schildpad. Net als de lederschildpad had Protosphargis een schild zonder hoornplaten, anders dan de meeste schildpadden. Een dergelijk zacht schild beperkt zich binnen de schildpadden echter niet tot de Dermochelyidae. Een familie die tegelijkertijd met Protosphargis leefde was de Protostegidae. Zij waren vermoedelijk verwant, aangezien zij ook een zacht schild hadden en ook veel andere morfologische kenmerken met de lederschildpadden deelden. Daarnaast kennen we ook de weekschildpadden, waaronder de hedendaagse Trionyx en de uitgestorven Palaeotrionyx, die niet verwant zijn maar net als de lederschildpadden een zacht schild hebben.
Net als de protostegiden en de moderne lederschildpad, was Protosphargis goed aangepast aan een aquatische levenswijze in de opzichten dat hij een gestroomlijnde bouw had en dat de poten in peddels waren veranderd. Net als bij de moderne lederschildpad was het voorste paar flippers aanzienlijk groter dan het achterste paar. De moderne lederschildpad heeft zeven richels in de lengte over zijn schild lopen om de wrijving te verminderen tijdens het zwemmen. Het is niet met zekerheid vast te stellen of Protosphargis deze ook had, maar het is wel aannemelijk. De tandachtige uitsteeksels op de bek van de lederschildpad waren bij Protosphargis ook aanwezig, hoewel ze iets kleiner waren. Protosphargis was net als alle andere schildpadden koudbloedig. De vrouwtjes waren vermoedelijk iets groter dan de mannetjes.

## Levenswijze
Protosphargis kwam uitsluitend voor in zout water en kon zeer diep duiken. Protosphargis leefde ongeveer zeventig miljoen jaar geleden in een gebied dat bestond uit een ondiepe zee en kleine stukjes land verspreid over een groot gebied. Het dichtstbijzijnde land lag bijvoorbeeld ten zuiden van Libanon, in Spanje, in Frankrijk, in het noorden van Nederland en Oostenrijk, Roemenië en Hongarije die verspreid lagen als vele kleine eilandjes. Protosphargis ging zelden aan land, uitgezonderd de eierafzet door de vrouwtjes. Men neemt aan dat Protosphargis net als de moderne lederschildpadden aan land moest komen om de eieren te begraven in het zand.
Men kan niet met zekerheid zeggen waarmee Protosphargis zich voedde, hoewel het waarschijnlijk is dat het dier zich voedde met vrij zwemmende neteldieren als kwallen en andere neteldieren. Men weet namelijk uit observatie dat dit het hoofdbestanddeel vormt van het voedsel van de moderne lederschildpad.

## Ecologie

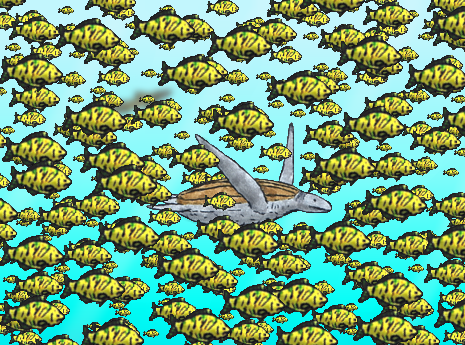
Protosphargis zwemt tussen een school Caproberyx.

Van de vindplaats in Verona, waar de fossielen van Protosphargis vandaan komen, kent men niet veel andere dieren. Enkele vissen als Sphenocephalus en Pycnodus en ongewervelden zijn er gevonden. Echter van andere vindplaatsen nabij kent men ook andere dieren. Zo vindt men in Libanon resten van gitaarvissen als Rhinobatos, vleten als Sclerorhynchus en beenvissen als Protobrama, evenals mosasauriërs als Goronyosaurus, de marine varanoïde Aphanizocnemus en vele ammonieten en belemnieten. Veel van deze dieren zijn ook in Marokko gevonden. Ook in Niger heeft men fossielen van Goronyosaurus gevonden, evenals de andere mosasauriër Tylosaurus. In Jordanië vindt men de saurodontine ichthyodectiform Saurocephalus. In Spanje en Frankrijk vinden we de steurachtige vis Aspidorhynchus en enkele ichthyodectiformen als Cladocyclus en Thrissops. In Engeland vindt men verschillende vissen als de stekelvinnige Berycopsis en de coelacant Macropoma, die ook in Tsjechië en Slowakije gevonden wordt. Verreweg de grootste verscheidenheid aan dieren vindt men in de Nederlandse provincie Limburg en noordoost België. Men vindt daar verschillende soorten beenvissen, waaronder de enorme steur Acipenser gigantissimus, en haaien als Squalicorax en Plicatoscyllium. Verder vindt men er ook verschillende mariene reptielen, waaronder de schildpadden Allopleuron en Glyptochelone en vele geslachten mosasauriërs als Plioplatecarpus, Platecarpus, Mosasaurus, Liodon, Prognathodon, Globidens en Carinodens. Fossielen van de laatste drie zijn ook in Marokko aangetroffen. Ook de fossielen van de gaviaal Thoracosaurus en de Choristodera Champsosaurus zijn in België en Frankrijk gevonden. Verder vindt men ook nog kosmopolitische vissen als Enchodus en de in Europa wijdverspreide Caproberyx. Ook zijn er in Roemenië de fragmentarische resten van een elasmosauride plesiosauriër gevonden en de andere mariene schildpad Kallokibotion. In geen van deze nabije vindplaatsen zijn, met uitzondering van Protosphargis zelf, protostegiden of andere schildpadden met een zacht schild gevonden. Van al deze dieren had Protosphargis eigenlijke geen enkele hoeven vrezen, met de uitzondering van grote mosasauriërs als Mosasaurus, Tylosaurus en Liodon.
Protosphargis werd zelden geconfronteerd met landdieren, behalve als de vrouwtjes aan land moesten gaan om eieren te leggen. Op het land waren de dieren waarvan de vrouwtjes wat te vrezen hadden voornamelijk theropode dinosauriërs. In Roemenië, Hongarije en Frankrijk vindt men de dromaeosauriden Variraptor en Pyroraptor en de abelisauride Tarascosaurus. In Nederland vindt men een andere mogelijke abelisauriër, Betasuchus. In Roemenië en Hongarije zijn ook de resten van een onbenoemde troödontide gevonden, hoewel deze eerder een gevaar vormde voor de jongen, net als de krokodilachtigen Allodaposuchus uit Roemenië, Spanje en Frankrijk en Massaliasuchus uit Frankrijk, evenals ichthyornithide vogels, die bekend zijn van Nederland en Roemenië en enkele enanthornithide vogels.
Tot de andere landdieren behoren de titanosauriërs Ampelosaurus, Hypselosaurus en Titanosaurus uit Spanje en Frankrijk, de nodosauride Struthiosaurus uit Oostenrijk, Frankrijk, Hongarije en Roemenië, de ceratopiër Ajkaceratops, de euornithopoden Rhabdodon en Zalmoxes uit Roemenië, Mochlodon uit Oostenrijk en Telmatosaurus die in Nederland samenleefde met een onbenoemde hadrosauride. Materiaal van Telmatosaurus is ook gevonden in Roemenië. Ook is de grote azhdarchide pterosauriër Hatzegopteryx bekend uit Roemenië. Verder kent men ook nog een paar soorten wurgslangen, voor namelijk boa's, en het kleine buideldiertje Maastrichtidelphys uit Nederland. Ook in Roemenië zijn resten van buideldieren gevonden, maar deze waren aanzienlijk groter dan die uit Nederland en waren waarschijnlijk van Alphadon afkomstig. Het is mogelijk dat dit buideldier het ook weleens voorzien had op de eieren van Protosphargis. Hetzelfde geldt voor Hatzegopteryx.

## Fylogenie

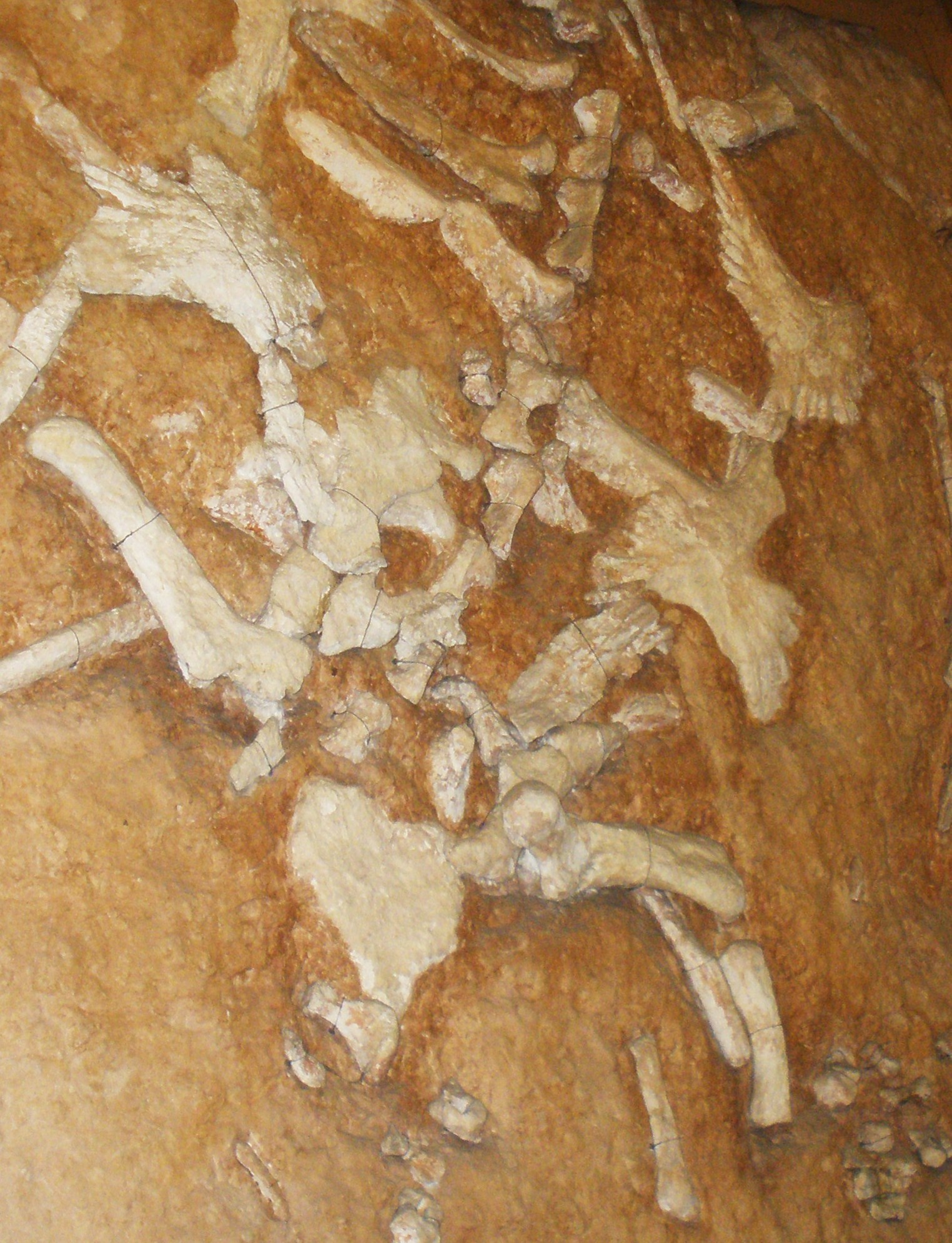
Een fossiel van Protosphargis in Verona.

Hoewel Protosphargis een mariene levensstijl had, was hij net als de lederschildpad niet nauw verwant aan andere moderne zeeschildpadden. Deze zijn slechts verre verwanten. De nauwste levende verwant van Protosphargis is namelijk de lederschildpad zelf. Zij zitten beiden in de Dermochelyidae en zijn het zustertaxon van een uitgestorven familie, de Protostegidae. Aangezien de lederschildpad, en dus ook Protosphargis, een tijd lang tot de gewone zeeschildpadden werd gerekend, is deze classificatie pas recentelijk aangenomen.
Een in 1998 benoemde vorm, Santanachelys, wordt in de onderstaande stamboom tot de Protostegidae gerekend. Aangezien deze vorm, en misschien zelfs ook Notochelone, een andere primitieve protostegide in deze stamboom, zeer primitief zijn in vergelijking met de Dermochelyidae en meer geavanceerde protostegiden als Archelon en Protostega, kan het zijn dat ze buiten de Protostegidae en misschien zelfs buiten de clade die de Dermochelyidae en de meer geavanceerde protostegiden omvat geplaatst moeten worden. Zo zijn er bij Santanachelys bijvoorbeeld nog duidelijke vingers te zien in de flippers en hebben zowel Santanachelys als Notochelone hebben nog schubachtige structuren op hun schilden die zowel de lederschildpadden als de protostegiden missen. Als Santanachelys en Notochelone inderdaad zo primitief zijn als boven wordt aangenomen, dan zou het betekenen dat de geavanceerde protostegiden en de lederschildpadden, waaronder Protosphargis, nauwer verwant zijn dan voorheen werd aangenomen.
Hier een klein cladogram met alle in het bovenstaande kopje genoemde groepen erin opgenomen:
|  | Lederschildpad |
|  |                |
|  | Protosphargis  |
|  |                |

|         | Notochelone                                             |
|         |                                                         |
| unnamed | \| \| Protostega \| \| \| \| \| \| Archelon \| \| \| \| |
|         | \| \| Protostega \| \| \| \| \| \| Archelon \| \| \| \| |
|         | Protostega                                              |
|         |                                                         |
|         | Archelon                                                |
|         |                                                         |

|  | Protostega |
|  |            |
|  | Archelon   |
|  |            |

|         | Notochelone                                             |
|         |                                                         |
| unnamed | \| \| Protostega \| \| \| \| \| \| Archelon \| \| \| \| |
|         | \| \| Protostega \| \| \| \| \| \| Archelon \| \| \| \| |
|         | Protostega                                              |
|         |                                                         |
|         | Archelon                                                |
|         |                                                         |

|  | Protostega |
|  |            |
|  | Archelon   |
|  |            |

|  | Lederschildpad |
|  |                |
|  | Protosphargis  |
|  |                |

|         | Notochelone                                             |
|         |                                                         |
| unnamed | \| \| Protostega \| \| \| \| \| \| Archelon \| \| \| \| |
|         | \| \| Protostega \| \| \| \| \| \| Archelon \| \| \| \| |
|         | Protostega                                              |
|         |                                                         |
|         | Archelon                                                |
|         |                                                         |

|  | Protostega |
|  |            |
|  | Archelon   |
|  |            |

|         | Notochelone                                             |
|         |                                                         |
| unnamed | \| \| Protostega \| \| \| \| \| \| Archelon \| \| \| \| |
|         | \| \| Protostega \| \| \| \| \| \| Archelon \| \| \| \| |
|         | Protostega                                              |
|         |                                                         |
|         | Archelon                                                |
|         |                                                         |

|  | Protostega |
|  |            |
|  | Archelon   |
|  |            |

|  | Lederschildpad |
|  |                |
|  | Protosphargis  |
|  |                |

|         | Notochelone                                             |
|         |                                                         |
| unnamed | \| \| Protostega \| \| \| \| \| \| Archelon \| \| \| \| |
|         | \| \| Protostega \| \| \| \| \| \| Archelon \| \| \| \| |
|         | Protostega                                              |
|         |                                                         |
|         | Archelon                                                |
|         |                                                         |

|  | Protostega |
|  |            |
|  | Archelon   |
|  |            |

|         | Notochelone                                             |
|         |                                                         |
| unnamed | \| \| Protostega \| \| \| \| \| \| Archelon \| \| \| \| |
|         | \| \| Protostega \| \| \| \| \| \| Archelon \| \| \| \| |
|         | Protostega                                              |
|         |                                                         |
|         | Archelon                                                |
|         |                                                         |

|  | Protostega |
|  |            |
|  | Archelon   |
|  |            |

|  | Lederschildpad |
|  |                |
|  | Protosphargis  |
|  |                |

|         | Notochelone                                             |
|         |                                                         |
| unnamed | \| \| Protostega \| \| \| \| \| \| Archelon \| \| \| \| |
|         | \| \| Protostega \| \| \| \| \| \| Archelon \| \| \| \| |
|         | Protostega                                              |
|         |                                                         |
|         | Archelon                                                |
|         |                                                         |

|  | Protostega |
|  |            |
|  | Archelon   |
|  |            |

|         | Notochelone                                             |
|         |                                                         |
| unnamed | \| \| Protostega \| \| \| \| \| \| Archelon \| \| \| \| |
|         | \| \| Protostega \| \| \| \| \| \| Archelon \| \| \| \| |
|         | Protostega                                              |
|         |                                                         |
|         | Archelon                                                |
|         |                                                         |

|  | Protostega |
|  |            |
|  | Archelon   |
|  |            |